# هارگلسبرگ
هارگلسبرگ (به آلمانی: Hargelsberg) یک منطقهٔ مسکونی در اتریش است که در ناحیه لینتس لند واقع شده‌است. هارگلسبرگ ۱۸ کیلومتر مربع مساحت دارد ۳۲۴ متر بالاتر از سطح دریا واقع شده‌است.